# Морозов, Фёдор Данилович
Фёдор Данилович Морозов (07.04.1925, Карагандинская область — 16.01.2006) — наводчик миномёта 16-го гвардейского кавалерийского полка, гвардии красноармеец — на момент представления к награждению орденом Славы.

## Биография
Родился 7 апреля 1925 года в селе Миньковка Тельманского района Карагандинской области Республики Казахстан. Окончил 7 классов. Работал в колхозе. Когда началась война, ему было лишь семнадцать лет. Работал шахтером, бригадиром на шахте № 8бис в городе Караганде. Имея «бронь», неоднократно пытался уйти на фронт.
Осенью 1942 года все-таки сбежал, сев на станции в эшелон с призывниками. Такой поступок мог привести под суд, как дезертира с оборонного предприятия. А поезд вместо фронта ушел на восток, в Забайкалье. В Улан-Удэ, в запасном полку, пока выясняли, что делать с новоиспеченным бойцом, Морозов стал курсантом Забайкальского военно-пехотного училища. Через полгода учёбы, после неполного курса так и не став офицером, с маршевой ротой был направлен на передовую.
В запасном полку был зачислен в 16-й гвардейский добровольческий казачий полк, в миномётный расчет. С этой частью прошел фронтовыми дорогами до конца войны, был и миномётчиком, и пулемётчиком, и разведчиком. Получил два ранения и контузию, но всегда возвращался в свой полк.
22 июля 1944 года в бою за город Влодава гвардии красноармеец Морозов, заряжающий миномёта, с расчетом отбил контратаку противника, истребив свыше 10 вражеских солдат. Своими действиями миномётчики обеспечили выдвижение вперед сабельных эскадронов. 27 июля в бою за город Мендзыжец подавил крупнокалиберный пулемёт и вывел из строя свыше отделения живой силы.
Приказом командира 4-й гвардейской кавалерийской дивизии от 16 августа 1944 года гвардии красноармеец Морозов Фёдор Данилович награждён орденом Славы 3-й степени.
28-29 января 1945 года в боях северо-западнее города Бромберг пулемётчик той же миномётные батареи гвардии красноармеец Морозов при отражении атаки противника на позицию миномётной батареи из ручного пулемёта сразил до 10 вражеских солдат. На следующий день в районе Штарсфорт под сильным пулемётным огнём вынес с поля боя 3-х раненых бойцов, сержанта и офицера и доставил их в санчасть.
Приказом по войскам 1-го Белорусского фронта от 23 марта 1945 года гвардии красноармеец Морозов Фёдор Данилович награждён орденом Славы 2-й степени.
В заключительной Берлинской операции Морозов был уже наводчиком миномёта. 23 апреля 1945 года при форсировании реки Шпре близ населенного пункта Реттен наводчик миномёта того же полка Морозов вместе с бойцами расчета метким огнём подавил 2 пулемёта, 1 миномёт и накрыл свыше 35 солдат противника, засевших в засаде. Под прикрытием миномётного огня сабельный эскадрон форсировал реку и занял плацдарм на левом берегу.
30 апреля при переправе через канал Хаупт-Гросс восточнее населенного пункта Бредиков из миномёта разбил автомашину с боеприпасами и поразил до 10 вражеских солдат. Из личного оружия уничтожил 5 противников. Обнаружил НП противника, который затем был накрыт огнём батареи.
К концу войны на счету гвардейца Морозова был и сбитый немецкий самолёт, и более десяти вражеских машин с боеприпасами, около 10 вынесенных с поля боя раненых товарищей, 16 «языков», захваченных в разведывательных рейдах, в том числе два немецких унтер-офицера и командир батальона.
Указом Президиума Верховного Совета СССР от 15 мая 1946 года за образцовое выполнение заданий командования в боях с немецко-вражескими захватчиками гвардии красноармеец Морозов Фёдор Данилович награждён орденом Славы 1-й степени. Стал полным кавалером ордена Славы.
После Победы срочную службу дослуживал в Ставрополе, обезвреживал минные поля. В 1950 году был демобилизован и уехал на родину в Казахстан. Два года работал заместителем директора по административно-хозяйственной части Карагандинского государственного института. Затем вернулся в армию на сверхсрочную. Служил в Ставропольском Суворовском училище 12 лет помощником офицера-воспитателя. Затем была служба на Северном флоте, в городе Североморске. Там Морозов дважды избирался депутатом областного Совета. Когда закончился очередной контракт сверхсрочника, вернулся в Ставрополь, и вновь заключил контракт. До 1969 года служил в частях Ставропольского высшего военного авиационного училища летчиков и штурманов. В запас ушел старшиной.
Жил в городе Ставрополь. Вел большую общественную работу, встречался с молодежью, солдатами. Участвовал в возрождении казачества, был членом совета старейшин Союза казаков России. Почетный гражданин Ставрополя. Скончался 16 января 2006 года. Похоронен на Сажевом кладбище города Ставрополя.
Награждён орденом Отечественной войны 1-й степени, орденом Славы 3-х степеней, медалями.